# 海军陆战队员 (2006年电影)
是一部2006年美国动作片。由約翰·博尼執導，约翰·塞纳主演。2006年10月13日在美国上映。後來推出了數部續集。

## 剧情
美国海军陆战队员约翰·特里顿（約翰·希南）在第二次海湾战争时，不服从上级命令，营救自己的战友，虽然行动是善良和勇敢的，但是被军律处罚，勒令取消其海军陆战队的资格，他被迫回到了家，和妻子凯特（凯莉·卡尔森）过着田园牧歌式的生活。
为了养活自己，约翰·特里顿不得不去找工作，他应聘到一家银行的保安工作，但是客户都是有钱有势的富翁，富翁的傲慢和手下的骄纵，逼他出手打伤了他们，他被老板炒了鱿鱼。
约翰·特里顿打算和妻子去海边散心，不料在加油站撞倒了珠宝大盗罗姆（罗伯特·帕特里克），罗姆的4手下劫持了其妻子，杀了三个警察，并且炸毁了加油站，心痛不已的约翰·特里顿开着警察的车子追踪珠宝大盗一伙5人。五人最后被迫沿着水路逃亡，却被警察的直升飞机和巡逻船只紧追不舍，他们躲进一间木屋，其中二人先后被约翰·特里顿干掉，罗姆带着安吉拉（艾比吉尔·拜卡）和人质凯特逃脱，但是被约翰·特里顿追到，并且诛杀。

## 演员
| 演员            | 角色        | 备注              |
| 约翰·塞纳       | 约翰·特里顿 | 美国海军陆战队员  |
| 罗伯特·帕特里克 | 罗姆        | 珠宝大盗头子      |
| 凯莉·卡尔森     | 凯特        | 约翰·特里顿的妻子 |
| 安东尼·雷·派克  | 摩根        | 珠宝大盗成员之一  |
| 艾比吉尔·拜卡   | 安吉拉      | 珠宝大盗成员之一  |
| 达蒙·吉布森     | 维斯卡      | 珠宝大盗成员之一  |
| 马努·贝内特     | 贝纳特      | 珠宝大盗成员之一  |
| 杰罗姆·埃勒斯   | 范·布伦     |                   |

## 评价
该片播出后得到几乎都是负面评价，
影评人基姆·斯洛克在《多伦多太阳报》上称它“平淡无奇，損伤脑筋。”
评论家还抱怨该片的海上作业完全是把第二次海湾战争戏剧化。 
10周之后，
盈利1,870万元。爛番茄網站上對這部電影的專業評價為20分，在46條專業評論中，9條專業評論認為這部片好，37條專業評論認為這部片不好，所以平均評分為4/10 ，觀眾的評價則是60分，在288891位爛番茄的用戶發表的評論中，平均評分為3.2/5 。